# OGJ
Der OGJ ist die Jugendabteilung des Onofhängege Gewerkschaftsbond Lëtzebuerg (OGBL) in Luxemburg. Die Gewerkschaftsjugend versteht sich als Bestandteil der Gesamtorganisation und vertritt die gewerkschaftlichen, politischen und gesellschaftlichen Forderungen der Jugend.
Alle Mitglieder des OGBL bis zum Alter von 35 Jahren sind Mitglieder des OGJ.

## Aufgaben
Die Hauptaufgaben der Gewerkschaftsjugend sind, junge Arbeitnehmer und Auszubildende für die gewerkschaftlichen Aufgaben zu interessieren, sie als Mitglieder und Militanten zu gewinnen sowie die Vertretung der politischen, wirtschaftlichen, sozialen und kulturellen Interessen der arbeitenden und lernenden Jugend. Die Abteilung leistet gewerkschaftliche Bildungsarbeit, die junge Arbeitnehmer und Auszubildende in die Lage versetzt, für ihre politischen und gesellschaftlichen Interessen zu kämpfen.
Der OGJ pflegt Kontakte zu internationalen Jugendbewegungen und arbeitet mit fortschrittlichen Jugend- und Schülerorganisationen zusammen.
Eine weitere Aufgabe der Jugendabteilung ist die Interessenvertretung der Jugend auf allen Ebenen des OGBL.